# Borsuk
Borsuk (Meles) – rodzaj ssaków z podrodziny Melinae w obrębie rodziny łasicowatych (Mustelidae). Współcześnie używane polskie określenie tego zwierzęcia, które wyparło wcześniejszą nazwę jaźwiec, pochodzi oryginalnie z języków tureckich (turcyzm), a do języka polskiego trafiła za pośrednictwem rusińskim (rutenizm).

## Rozmieszczenie geograficzne
Rodzaj obejmuje gatunki występujące w Eurazji.

## Morfologia
Długość ciała (bez ogona) 49,5–90 cm, długość ogona 11,5–20,5 cm; masa ciała 3,5–17 kg.

## Systematyka
Rodzaj zdefiniował w 1762 roku francuski zoolog Mathurin Jacques Brisson w publikacji swojego autorstwa dotyczącej systematyki ssaków. Brisson nie wskazał gatunku typowego (opisał tylko cztery gatunki bez stosowania się do zasad nazewnictwa binominalnego); w ramach późniejszego oznaczenia w 1998 roku Międzynarodowa Komisja Nomenklatury Zoologicznej na gatunek typowy wyznaczyła borsuka europejskiego (M. meles).

### Etymologia
- Meles: łac. meles ‘borsuk’[14].
- Taxus: nowołac. taxus ‘borsuk’, od pragerm. þahsuz ‘borsuk’[15]. Gatunek typowy (oznaczenie monotypowe): „Blaireau” (= Ursus meles Linnaeus, 1758).
- Melesium: łac. meles ‘borsuk’[14].
- Eumeles: gr. ευ eu ‘dobry, ładny, typowy’; rodzaj Meles Brisson, 1762 (borsuk)[16]. Gatunek typowy (oznaczenie monotypowe): Meles anakuma Temminck, 1844.
- Meledes: rodzaj Meles Brisson, 1762 (borsuk); -οιδης -oidēs ‘przypominający’[17]. Gatunek typowy: Meles taxus arenarius Satunin, 1895 (= Taxidea leucurus Hodgson, 1847).

### Podział systematyczny
Do rodzaju należą następujące gatunki:
| Grafika | Gatunek         | Autor i rok opisu  | Nazwa zwyczajowa  | Podgatunki         | Rozmieszczenie geograficzne                                                                              | Podstawowe wymiary                              | Status IUCN |
| ------- | --------------- | ------------------ | ----------------- | ------------------ | --- | ----------------------------------------------- | ----------- |
|         | Meles meles     | (Linnaeus, 1758)   | borsuk europejski | gatunek monotypowy | Europa na wschód do Wołgi (Rosja), na północ od gór Kaukaz, Krety i Rodos                                | DC: 56–90 cm DO: 11,5–20 cm MC: 10–16 kg        | LC          |
|         | Meles canescens | Blanford, 1875     |                   | gatunek monotypowy | Kaukaz i Bliski Wschód od Turcji, Izraela, Libanu i Syrii po Irak, Iran i północny Afganistan            | DC: około 84 cm DO: brak danych MC: brak danych | NE          |
|         | Meles leucurus  | Hodgson, 1847      | borsuk azjatycki  | gatunek monotypowy | Rosja, Kazachstan, Uzbekistan, Turkmenistan, Kirgistan, Tadżykistan, Chińska Republika Ludowa i Mongolia | DC: 49–70 cm DO: 13–20 cm MC: 3,5–9 kg          | LC          |
|         | Meles amurensis | von Schrenck, 1859 |                   | gatunek monotypowy | Rosja, Chińska Republika Ludowa, Korea Północna i Południowa; być może Mongolia                          | DC: brak danych DO: brak danych MC: brak danych | NE          |
|         | Meles anakuma   | Temminck, 1844     | borsuk japoński   | gatunek monotypowy | endemit Japonii: Honsiu, Kiusiu i Sikoku                                                                 | DC: 50–80 cm DO: 14–20 cm MC: 6–17 kg           | LC          |

Kategorie IUCN:  LC  – gatunek najmniejszej troski;  NE  – gatunki niepoddane jeszcze ocenie.
Opisano również gatunki wymarłe z plejstocenu:
- Meles chiai Teilhard de Chardin, 1940[21] (Azja)
- Meles magna Jiangzuo Qigao, Liu Jinyi, J. Wagner & Chen Jin, 2018[22] (Azja)
- Meles minor (Pei Wenzhong, 1987)[23] (Azja)
- Meles mukasianakuma Shikama, 1949[24] (Azja)
- Meles teilhardi Qiu Zhanxiang, Deng Tao & Wang Banyue, 2004[25] (Azja)
- Meles thorali Viret, 1951[26] (Europa)